# Alla rivoluzione sulla due cavalli
Alla rivoluzione sulla due cavalli è un film del 2001 diretto da Maurizio Sciarra, vincitore del Pardo d'Oro 2001 al Festival del cinema di Locarno.
Il soggetto del film è tratto dal romanzo omonimo dello scrittore spezzino Marco Ferrari.
Questo film è riconosciuto come d'interesse culturale nazionale dalla Direzione generale Cinema e audiovisivo del Ministero per i beni e le attività culturali e per il turismo italiano, in base alla delibera ministeriale del 20 gennaio 2000.

## Trama
Il 25 aprile 1974 all'alba della liberazione della città di Lisbona dalla dittatura e al successo della rivoluzione dei garofani, tre amici di vecchia data decidono di intraprendere un viaggio che li porterà da Parigi verso la capitale portoghese a bordo della "mitica" Citroën 2 CV.

## Riconoscimenti
- Pardo d'Oro 2001 al Festival del cinema di Locarno